# مجزرة مدرسة الجاعوني (سبتمبر 2024)
مجزرة مدرسة الجاعوني هي مجزرة ارتكبها سلاح الجو الإسرائيلي عشية الحادي عشر من أيلول/سبتمبر 2024 لمّا قصف بصواريخ شديدة الانفجار من طائرات حربيّة محيط مدرسة الجاعوني الواقعة في مخيم النصيرات وسطَ قطاع غزة. أسفرت هذه المجزرة عن مقتل 17 فلسطينيًا وجرح عشرات آخرين كما دمّرت أجزاء كبيرة من المدرسة. زعمت إسرائيل كما في كل المجازر السابقة أنّ المستهدف هم عناصر من حماس، بينما نفت الأخيرة هذه المزاعم. جديرٌ بالذكرِ هنا أنّ أغلب ضحايا هذه المجزرة من النساء والأطفال أما الرجال فستة منهم من العاملين لدى وكالة الأونروا.

## خلفية
ارتكبت إسرائيل خلال حربها ضدّ الفصائل الفلسطينية في قطاع غزّة في عامي 2023–24 مئات المجازر في مختلف المحافظات والمناطق، تسببت هذه المجازر في سقوطِ عددٍ كبيرٍ من الضحايا بين النساء والأطفال وكبار السن كما وثقت ذلك مصادر محلية ودولية. لم تُميّز الغارات الإسرائيليّة بين مناطق عسكريّة وأخرى سكنية مكتظة بالبشر بل هاجمت كل مكانٍ في القطاع وهو ما ألحقَ دمارًا واسعًا بالبنية التحتية المدنية، بما في ذلك المستشفيات والمدارس والمنازل.
أعربت عديدُ المنظمات الإنسانية الدولية مثل منظمة العفو الدولية و‌هيومن رايتس ووتش وغيرهما عن القلق إزاء استخدام القوة المفرطة وغير المتناسبة من قبل الجيش الإسرائيلي، مشيرة إلى أن هذه الهجمات قد ترقى إلى مستوى جرائم حرب وفقًا للقانون الدولي.

## المجزرة
أغار طيران الاحتلال الإسرائيلي عصر الـ 11 من أيلول/سبتمبر 2024 على محيط مدرسة الجاعوني في مخيم النصيرات (وسط القطاع). كان هذا الاستهداف للمدرسة هو الخامس في يومٍ واحد لكنّ هذه الغارة كانت أعنف وأشدّ. تحوي المدرسة مئات النازحين ممن تعرضوا للتهجير خلال الحرب على يدِ إسرائيل، ومع ذلك فقد استُهدف محيطها بشكل مباشر. أسفرت هذه المجزرة عن مقتل 9 فلسطينيين في الحصيلة الأوليّة، وارتفعَ العدد في وقتٍ لاحقٍ إلى 17 في ظلّ استمرار عمل أطقم الدفاع على البحث عن جثث الضحايا تحت الأنقاض.

## الضحايا
تضمُّ هذه الفقرة قائمة بضحايا مجزرة مدرسة الجاعوني
- محمود أشرف عقل
- ياسر إبراهيم أبو شرار
- شادية مؤمن سلمي
- أبو عدنان أبو زايد
- عبيدة حمدي علي
- أيسر قرضايا
- نايف الحطاب
- إياد يعقوب مطر
- هاني محمود مطر
- حسام حسن أبو حماد
- بسام ماجد شاهين
- محمد عيسى أبو الأمير
- عمر الجديلي
- شريف سالم أبو عاصم
- أكرم صالر الغليضي
- أحمد رائد طباشة
- مجهول

## ردود الفعل

### محليًا
إسرائيل
نشر الجيش الإسرائيلي بيانًا بعد عدّة ساعات زعمَ فيه أنّ الهجوم على مدرسة الجاعوني في مخيم النصيرات استهدف مسلحين يعملون في مقر قيادة وسيطرة، مضيفًا أنّه «قضى على 9 مسلحين من حماس في الهجوم».
فلسطين

### دوليًا
تضمُّ هذه الفقرة قائمة مختصَرة لردود فعل الدول العربية والغربيّة والمنظمات الدوليّة حول هذه المجزرة، وهي نفس الردود المعتادة والمكرّرة حول كل مجزرة:
الدول
- أيرلندا: أدانَ وزير الخارجية الأيرلندي الغارات الجوية الإسرائيلية التي قتلت 6 من موظفي الأونروا في غزة.[12]
- قطر: أدانت الخارجية القطرية بشدة قصف الاحتلال الإسرائيلي مجددا مدرسة تابعة للأونروا تؤوي نازحين في مخيم النصيرات، مضيفة أن «هذه المجزرة أحدثُ تأكيدٍ على نهج الاحتلال الإجرامي واستهزائه بمبادئ القانون الإنساني الدولي».[13]
- الأردن: أدانت خارجية الأردن قصف إسرائيل مدرسة للأنروا في مخيم النصيرات وارتقاء العشرات من بينهم 6 من موظفي الأونروا.[14]
- ألمانيا: وصفت الخارجية الألمانية مقتل 6 من موظفي الأونروا بغزة بغير المقبول وحمَّلت إسرائيل مسؤولية حماية موظفي الأمم المتحدة.[15]
- الاتحاد الأوروبي: عبّر جوزيب بوريل عن شعوره بالغضب «إزاء مقتل 6 من موظفي الأونروا» بعد أن هاجمت طائرات إسرائيلية للمرة الخامسة مدرسة بالنصيرات، وقال إنّ تجاهل المبادئ الأساسية للقانون الدولي الإنساني وخاصة حماية المدنيين لا يمكن أن يقبله المجتمع الدولي.[15]

المنظمات الدولية
- اليونيسف: قلوبنا مع عائلات 6 من زملائنا بالأونروا قُتلوا بغارة على مدرسة الجوعاني وهذا الرعب بحاجة لوقف إطلاق النار.